# Tóth Kinga
Tóth Kinga (Sárvár, 1983 –) Hazai Attila Irodalmi Díjjal kitüntetett költő, hangperformer, vizuális művész. A Tóth Kína Hegyfalu formáció dalszövegírója és frontembere. Korábban a Palócföld és a Roham magazin szerkesztésében vett részt.

## Életút
A sárvári középiskolai éveket követően alapszakos egyetemi tanulmányait a székesfehérvári Kodolányi János Főiskolán végezte (2001-2005), német tanári, kommunikációs diplomát szerzett nyomtatott sajtó szakirányon. Mesterdiplomáját a veszprémi Pannon Egyetem német nyelv-és irodalomtudomány, idegen nyelv oktatása és pedagógia szakon szerezte. 2012-ben a Budapesti Kommunikációs Főiskola kommunikáció- és médiatudomány, művészeti kommunikáció, online média mesterszakán végzett. 
A Szépírók Társasága, a József Attila Kör és a Fiatal Írók Szövetsége tagja.

## Művei

### Magyar nyelvű megjelenések
- AnnaMaria sings/singt/énekel, Prae Kiadó, 2023 (multimediális kiadvány versekkel, grafikai munkákkal és fotóinstallációkkal)
- Írmag / Offspring, Starfol Plusz, 2020 (versek, fényképek, grafikák, hangköltemények)
- Holdvilágképűek, Magvető Könyvkiadó, 2017 (prózakötet grafikákkal, röntgenfelvételekkel)
- Village 0-24, Melting Books, József Attila Kör, 2017 (multimediális kiadvány versekkel, grafikai munkákkal és hanganyaggal)
- All Machine. Versek és grafikák, Magvető Könyvkiadó, 2014 (verseskötet, saját illusztrációkkal)
- Zsúr. Más mondókák, Prae Kiadó, 2013 (verseskötet, saját illusztrációkkal)

### Idegen nyelvű megjelenések
- We build a city, The forks, knives and spoons, Nagy-Britannia, 2018
- Party, Birds LCC Kiadó, USA, 2017 (a Zsúr című kötet angol fordítása)
- Wir bauen eine Stadt, Parasitenpresse, Németország, 2016 (német nyelvű verseskötet grafikákkal és fotókkal)
- Allmaschine, Solitude Akademie, Németország, 2014 (az All Machine című kötet német nyelvű megjelenése)

## Díjak
- Babits Mihály műfordítói ösztöndíj, 2018
- Hazai Attila Irodalmi Díj, 2017
- Margó Irodalmi Fesztivál, Budapest a fiatal tehetségekért program különdíjasa, 2017
- Horváth Péter irodalmi ösztöndíj, shortlist, 2017
- Móricz Zsigmond-ösztöndíj, 2014
- Horváth Péter irodalmi ösztöndíj, shortlist, 2014
- Solitude-ösztöndíj, Németország, 2013

## Ösztöndíjak, rezidenciaprogramok
- Shamrock Rezidencia, München, Németország, 2018
- Villa Sarkia Rezidencia, Finnország, 2018
- Literarisches Colloquium Berlin írói rezidenciaprogram, Németország, 2017
- International Writing Program, Iowa, USA, 2017
- Stájerországi Művészeti Rezidenciaprogram, Graz, Ausztria, 2017
- Rosenthal Irodalmi Rezidencia, Jena, Németország, 2016
- BOSCH-Solitude-Wimmelforschung Művészeti Program, 2016
- GEDOK Művészeti Rezidencia, Lübeck, Németország, 2016
- Manifesta 2016, Cabaret Voltaire, Zürich, Svájc, 2016
- Bosch-Wimmelforschung Művészeti Rezidencia, Renningen-Stuttgart, 2016
- Havirov Rezidencia, Csehország, V4 2014, 2015
- Visegrád Irodalmi Rezidenciaprogram, 2015, Pozsony

## Előadások, workshopok, konferenciák
- Home in Literature (workshop with Michelle Sterling), Debreceni Egyetem, 2014
- (Re)construction of authorship, konferencia-részvétel és performansz (Thomas Meineckével közös fellépés), Akademie Schloss Solitude, 2015
- European performance and literature, konferencia, WordRRun festival, Belgrad, 2015
- JAK Műfordító Tábor, József Attila Kör, Dunabogdány, 2015
- World-Text-Text-World konferencia és performansz  (Lettretage, CROWD Program and Max Höfler), Forum Stadtpark, Graz, 2016
- How does Bosch sound? konferencia, workshop és performansz, Bosch-Renningen, 2016
- Gender und Literature (Marianne Zücklerrel), Debreceni Egyetem, 2017
- Das Monströse in der Sprache – előadás, workshop, performansz, Kunstraum, Hildesheim, 2017
- Panelbeszélgetés: In-Translation, Iowa University, U.S.A. (International Writing Program), 2017
- Előadás: Textbodies, Iowa University, U.S.A. (International Writing program), 2017
- Nemzetközi Műfordító Workshop, Iowa University, U.S.A. (International Writing program), 2017
- Előadás és performansz – Textbodies (curated by Aron Aji), Iowa University, U.S.A., 2017
- Das Monströse in der Sprache – Krankheit, Übersetzung, Hybridität, Debreceni Egyetem, 2018
- Das Monströse – Textkörper und Hybridität, Göttingen Universität, 2018
- Sprachkörper-Textkörper-Klangkörper – Universität für angewandte Kunst, Bécs, 2018
- Europa-Diversität – Graz, 2018